# Martin Kares
Hans Martin Heinrich Kares (* 28. März 1959 in Schlüchtern) ist ein deutscher Musikwissenschaftler und Instrumentenkundler. Kares war von 1991 bis 2010 und 2022/23 Vorsitzender der Vereinigung der Orgelsachverständigen Deutschlands und ist seit 1990 Leitender Sachverständiger für Orgeln und Glocken der Evangelischen Landeskirche in Baden. Seit 2010 ist er von der EKD berufenes Mitglied im Beratungsausschuss für das Deutsche Glockenwesen.

## Leben
Kares absolvierte von 1978 bis 1981 eine Ausbildungen zum Orgel- und Harmoniumbauer in Ostheim vor der Rhön, an der Oscar-Walcker-Schule in Ludwigsburg, die er als Bayerischer Landessieger beenden konnte und später zum Musikinstrumentenrestaurator, unter anderem am Germanischen Nationalmuseum in Nürnberg. Zuvor erfolgte eine C-Ausbildung als Kirchenmusiker an der Kirchenmusikalischen Fortbildungsstätte Schlüchtern. 1985 wurde er Wissenschaftlicher Assistent am Germanischen Nationalmuseum und war von 1986 bis 1989 Leiter der Restaurierungswerkstatt für historische Musikinstrumente am Stadtmuseum München.
1981 begann Kares ein Architekturstudium an der Technischen Universität Darmstadt. Ab 1982 studierte er Musikwissenschaften an der Philipps-Universität Marburg mit den Nebenfächern Christliche Archäologie und Kunstgeschichte, das er 1987 mit dem Magister artium beenden konnte. Einen Abschluss zum Bachelor of Arts mit dem Hauptfach Orgel erhielt er 1984 am Bridgewater College in Virginia (USA) mit Hilfe eines Stipendiums des Brethren Colleges Abroad Programms. Weitere Stipendien erhielt er vom Deutschen Akademischen Austauschdienst und von der der Deutschen Forschungsgemeinschaft. 1990 promovierte er an der Marburger Universität mit einer Dissertation über den Einfluss deutschstämmiger Orgelbauer in den USA.
Seit 1990 ist Kares Leitender Sachverständiger des Orgel- und Glockenprüfungsamtes der Evangelischen Landeskirche in Baden. Zwischen 1991 und 2010 und 2022/23 war er Vorsitzender der Vereinigung der Orgelsachverständigen Deutschlands und gehört  zu deren Vorstand. Er ist außerdem berufenes Mitglied im Leitungsgremium des Beratungsausschusses für das Deutsche Glockenwesen. 2009 erfolgte seine Ernennung zum Kirchenrat, 2023 zum Kirchenmusikdirektor. Kares ist Autor und Herausgeber zahlreicher Fachveröffentlichungen. Große Bekanntheit erlangte er als Sachverständiger für Musikinstrumente bei der Fernsehsendung Kunst und Krempel des Bayerischen Rundfunks. Er ist verantwortlich für die ökumenische Kampagne zum Gebetsläuten im Tageslauf und war Mitinitiator der Klingenden Glockenlandkarte Deutschlands. Er entwickelte technische Innovationen unter anderem die Barock-plus-Romantik-Orgel und die ÖKOrgel-Kleinorgelkonzepte sowie upside-down-Glockentürme.
Er ist mit der Musikerin, Musikpädagogin und Dirigentin Kirstin Kares verheiratet.

## Veröffentlichungen (Auswahl)
- Das deutsche Element im amerikanischen Orgelbau. Deutsche und deutschstämmige Orgelbauer, ihre Instrumente, das Umfeld und ihr Einfluss in den Vereinigten Staaten von Amerika bis 1900. (Dissertationsschrift), Universität Marburg 1991.
- Kleinorgeln. Geschichte, Typen, Technik. Evangelischer Presseverband für Baden, Karlsruhe 1998, ISBN 978-3-87210-366-6.
- Verzeichnis der europäischen Musikinstrumente im Germanischen Nationalmuseum Nürnberg. Band 3: Klavichorde.Heinrichshofens Verlag, Wilhelmshaven 1999, ISBN 978-3-7959-0707-5.
- Die Orgelstadt Karlsruhe innerhalb der Orgellandschaft am Oberrhein. (als Mitautor), Karlsruhe 2001, ISBN 3-88705-052-5
- Orgelführer Rhein-Neckar-Kreis. (als Mitautor), Rhein-Neckar-Kreis, Heidelberg 2001, ISBN 978-3-932102-07-3.
- Elektropneumatik im Orgelbau. Bericht über die Tagung der Vereinigung der Orgelsachverständigen Deutschlands (VOD) vom 29. Mai bis 1. Juni 2012 in Karlsruhe. (als Herausgeber), Pape, Berlin 2013, ISBN 978-3-921140-94-9.
- Hinter den Tönen. Musikinstrumente als Forschungsgebiet. Festschrift für Friedemann Hellwig zu seinem 80. Geburtstag. (als Mitautor), Germanisches Nationalmuseum, Nürnberg 2018, ISBN 978-3-946217-16-9.